# Пітер Рігель
Пітер Рігель (1935—2018) — американський інженер-дослідник, який розробив математичну формулу для прогнозування часу змагань для бігунів та інших спортсменів.
Формула була широко прийнята через її простоту та точність прогнозування.

## Кар'єра
В 1959 році Рігель здобув ступінь бакалавра машинобудування в Університеті Пердью, А в 1966 р. здобув степінь магістра в Університеті Вілланова.
Він був інженером-дослідником Інституту меморіалу Баттель в Коламбусі, штат Огайо. Досліджував розвиток глибоководного водолазного обладнання, а також потоки повітря у вугільних шахтах. Рігель опублікував багато статтей про механіку мотоциклів, очищення стічних вод, підтримку життя під водою та біг на відстань. 
Рігель заснував і редагував Measurement News, інформаційний бюлетень Технічної ради дорожнього руху США з легкої атлетики . Працював головою USATF до 2002 року. Очолював команду США з розробки та вимірювання марафонських курсів для Олімпійських ігор США в 1984 і 1996 роках, гонок Олімпійських марафонських випробувань серед чоловіків, які відбулася в Коламбусі в 1992 році. Він також був членом-засновником Асоціації статистиків дорожніх гонок .
Рігель мав патенти на автоматичну насадку для заповнення відпуску та на клапан регулятора вихлопу для дайвінг-системи дайвінгу.

## Прогноз часу перегонів
Для журналу Runner's World Magazine у статті 1977 року Рігель запропонував формулу для порівняння відносних показників на різних відстанях. 
T 2 = T 1 × (D 2 ÷ D 1 ) 1,06
 T 1 — час, досягнутий для D 1
T 2 — час, передбачений для D 2.
D 1 — відстань, на якій досягається початковий час.
D 2 — відстань, на яку слід передбачити час.
Рігель у 1981 року провів детальніше аналіз  бігу, плавання та ходьби та розширив свою дисертацію, зазначивши, що формула t = ax b стосується діяльності в «діапазоні витривалості», а саме тривалості від 3,5 до 230 хвилин.
Формула широко застосовується на вебсайтах, таких як Runner's World. Це результат простоти формули та її прогнозована точність. Деякі сайти його модифікували, заявляючи, що значення 1,06, наведене для показника ступеня b у формулі, призводить до, здавалося б, недосяжних прогнозів на більші відстані.

## Публікації
- Riegel, Peter (1971). Summary Report on Development and Construction of an Improved Line Stopper: To American Gas Association, Inc. Battelle Memorial Institute, Columbus Laboratories.